# Àhmad Xah Durrani
Àhmad Xah Durrani, també conegut com a Àhmad Xah Abdali (Multan, vers el 1723 - Murghab, prop de Kandahar, 1773) fou el primer sobirà sadozay de l'Afganistan fundador de la dinastia durrani i és considerat com el govern fundacional de l'estat-nació modern d'Afganistan.

## Biografia
Era fill del cap tribal Zaman-Khan, del clan popalzay dels sadozay de la tribu abdali que vivien al començament del segle xviii a Herat. Inicialment el seu nom era Àhmad-Khan. Després de resistir la pressió persa contra Herat, es van sotmetre el 1728 a Nàdir-Xah. Vers el 1730 es van revoltar dirigits per Dhu l-Fikar Khan, germà d'Ahmad però el 1731 foren derrotats per Nadir que va entrar a Herat. Els abdali van passar a formar part del seu exèrcit i el 1737 els va deixar retornar a la seva terra ancestral, Kandahar.

### L'imperi Durrani
Ahmad Khan es va distingir al servei de Nadir. Assassinat aquest el 19 d'agost de 1747 per conspiradors kizilbaixis, a Kučan (Gran Khorasan), Ahmad se'n va anar amb els seus soldats a Kandahar i pel camí els soldats, al saber que el cap dels muhammadzay o barakzay, Hadjdji Djamal Khan, havia renunciat a aspirar al poder, el van proclamar xa i va agafar el nom d'Àhmad-Xah i el títol de Durr-i Durran (perla de les perles) nom que es va traslladar a la tribu abdali, ara durrani. Va arribar a Kandahar on fou coronat; va organitzar l'exèrcit sobre el model persa i va estendre el seu control sobre Gazni, Kabul i Peshawar. Quan Nàdir-Xah Afxar va morir, el govern afxàrida al Khorasan es va ensorrar, i Àhmad Xah Durrani va prendre el poder creant l'Imperi Durrani pashtun que s'estendrà des de la meitat oriental de l'Iran fins al nord de l'Índia deixant un buit a l'altra meitat occidental de l'Iran actual on va esclatar la guerra entre Karim Khan Zand des d'Esfahan i Muhammad Hasan Khan des d'Astarabad per la sobirania sobre la part occidental de l'antic imperi de Nàdir-Xah.
Es considerava l'hereu de les possessions orientals de Nadir-Xah i, per tant, va envair l'Índia nou vegades entre 1747 i 1769. Primer va sortir el desembre el 1747 i el gener del 1748 va ocupar Lahore i Sarhind, però fou rebutjat per les forces mogols a Manupur (març) i el vencedor Muin al-Mulk (fill del visir Kamar-ad-Din mort poc abans en la lluita) va ser nomenat governador de Panjab. Ahmad va retornar a Kandahar. El 1749 va sortir altre cop el desembre i com que Muin al-Mulk no va rebre reforços va haver de pactar i li va oferir les taxes de Gujarat, Awrangabad, Sialkot i Pasrur (que havien estat de Nadir). En absència es va produir una conspiració del general Nur Muhammad Alizay, que el volia destronar, i que fou eliminada a la tornada, i el general executat. El 1751 va conquerir Herat, Mashad i Nixapur que estaven en poder de Mirza Shahrukh, net de Nadir-Xah, que va haver de reconèixer la sobirania d'Ahmad. Llavors va atacar als qajar però fou derrotat a Astarabad d'on no va poder passar. Va anar llavors cap a orient i va ocupar Balkh i Badakhxan fixant la frontera a l'Oxus. El 1752, com que les taxes índies promeses no es pagaven, va fer una nova expedició. Va assetjar Lahore quatre mesos i Muin al-Mulk derrotat a la rodalia (març del 1752). L'emperador va haver de cedir Lahore i Multan on Ahmad va nomenar governador al mateix Muin al-Din. L'abril va retornar a Kandahar. El mateix 1752 Ahmad va fer una expedició en què fou annexionat el Caixmir. Uns mesos després va morir el governador de Panjab Muin-ad-Din (novembre del 1753) i la seva vídua Mughalani Begum va agafar el control però l'anarquia va prevaldre. Llavors el wazir mogol Imad al-Mulk va reocupar el Panjab (1755) i en va donar el govern a Adina Beg. Immediatament Ahmad va sortir en expedició per recuperar el territori (1756) i es va presentar a Lahore al desembre del 1756 i a Delhi el 28 de gener del 1757; la capital mogol fou saquejada i la població massacrada igual que la de Mathura, Brindaban i Agra; es va casar amb Hadrat Begam, filla del difunt emperador Muhammad Shah i el seu fill Timur es va casar amb Zuhra Begam, filla de l'emperador Alamgir II; el Sarhind fou annexionat a més del territori recuperat; una epidèmia de colera iniciada el març el va obligar a retirar-se cap a Kandahar deixant com a governador de Delhi al cap rohilla Nadjib al-Dawla que li havia donar suport en la campanya; el seu fill Timur fou nomenat virrei del Panjab. Només sortir es van revoltar els sikhs i l'exgovernador Adina Beg.
Adina Beg va demanar l'ajut maratha al començament del 1758; els marathes van avançar cap al Panjab, i van ocupar Peshawar. Ahmad va tornar altra vegada a l'Índia el 1759. El kan balutxi dels brahui de Khelat, Nasir Khan, que s'havia proclamat independent, i Ahmad va iniciar una campanya contra aquest; no va poder conquerir Kelat però Nasir va acceptar reconèixer la sobirania afganesa i va aportar contingents per anar a l'Índia. A l'arribada d'Ahmad els marathes van evacuar Peshawar; Sadashiv Bhau, el germà del peshwa, fou nomenat comandant de les forces marathes; molts caps musulmans de l'Índia es van unir a Ahmad, i també els rajputs que no havien obtingut dels marathes les concessions esperades; també alguns prínceps hindús van donar suport als afgans. Els marathes van entrar a Delhi el 22 de juliol de 1760, esperant poder utilitzar-la com a base, però no fou efectiva, ja que els afgans van travessar el riu Jumma i van tallar les comunicacions de l'enemic amb Delhi. Sadashiv Bhau es va traslladar llavors a Panipat, on, mancat d'avituallament, va haver de lliurar batalla en condicions desfavorables. La tercera batalla de Panipat va tenir lloc el 14 de gener de 1761 i els marathes van patir una greu derrota. Després de la batalla Ahmad no va trigar a retornar a Kandahar. La derrota maratha va salvar al nizam d'Hyderabad, estat que després de la seva derrota a Udgir estava a punt de desaparèixer a mans dels marathes. Els anglesos de Bengala també van quedar lliures per un temps del perill maratha.
La seva següent anada a l'Índia fou contra els sikhs que interceptaven les comunicacions (1762) als que va derrotar greument a Gudjarwal (pels sikhs Ghallkughara). Va perllongar la seva estada durant nou mesos per sotmetre al governador afganes del Caixmir que s'havia revoltat. El 1763 es van revoltar els Aymak prop d'Herat però foren sotmesos. Els sikhs no van desmaiar i van seguir els seus atacs, que foren respostos amb tres noves expedicions el 1764, 1766 i 1769. El 1767 hi va haver conflictes interns al Gran Khorasan. A la seva mort el seu fill Timur Shah el va succeir.